# Jamaludin Malik
Jamaludin Malik (sinh ngày 1 tháng 5 năm 1989) là một doanh nhân và chính trị gia người Indonesia thuộc đảng Golkar, anh là đại biểu của Hội đồng Đại diện Nhân dân đại diện cho khu 2 của Trung Java từ năm 2024.

## Đầu đời và sự nghiệp
Jamaludin Malik sinh ngày 1 tháng 5 năm 1989 tại huyện Jepara, tỉnh Trung Java, là anh cả trong gia đình có ba anh chị em. Sau khi tốt nghiệp trung học năm 2007, anh làm công nhân tại Chợ Bitingan ở huyện Kudus, cho đến khi anh nghỉ việc vào năm 2011 do chấn thương ở chân.
Sau khi nghỉ làm công nhân, Malik ban đầu làm nhân viên marketing tại công ty bảo hiểm Prudential, sau đó trở thành giám đốc đại lý chi nhánh địa phương của công ty. Anh còn quản lý một cửa hàng chăm sóc da. Trong bối cảnh đại dịch COVID-19, Malik đã phân phối khẩu trang và thiết bị bảo hộ cho các bệnh viện và cá nhân ở Jepara.

## Sự nghiệp chính trị
Trước khi tự mình ra tranh cử, Malik từng là thành viên trong nhóm vận động tranh cử của một chính trị gia khác.

### Hội đồng Đại diện Nhân dân
Trong cuộc bầu cử lập pháp năm 2024, Malik tranh cử một vị trí trong Hội đồng Đại diện Nhân dân khi là ứng cử viên đảng Golkar cho khu vực 2 của Trung Java bao gồm Jepara, Demak và Kudus. Theo lời Malik, anh tranh cử với tư cách là đảng viên Golkar sau lời đề nghị vào một vị trí trống sau khi một đảng viên từ chức.

### Chiến dịch Ultraman
Malik áp dụng một chiến thuật vận động không chính thống, bao gồm một biểu ngữ vận động tranh cử có hình ảnh anh mặc trang phục Ultraman. Theo lời Malik, anh đã chi 600 triệu Rupiah (40.000 đô la) cho chiến dịch và có sáu nhân viên. Các nhân viên của anh còn phân phát hàng hóa và viện trợ cho cử tri trong khi mặc trang phục Ultraman.  Anh nhận được 118.402 phiếu bầu, cao thứ hai đối với các ứng cử viên Golkar trong khu vực (sau nhà lập pháp đương nhiệm Nusron Wahid) và giành được một vị trí.
Malik mặc trang phục Ultraman trong buổi nhậm chức cùng các nhà lập pháp khác vào ngày 1 tháng 10 năm 2024.